# Josef Procházka
Josef Procházka (Slany, 24 de maig de 1874 - Praga, 8 de desembre de 1956) va ser un pianista i compositor txec.
A Praga fou deixeble de Dvořák, autor de composicions instrumentals i vocals, una Sonata per a violí i un Trio premiat per l'Acadèmia Txeca.